# 1000 km de Nürburgring de 1984
Os 1000 km de Nürburgring de 1984 foi um evento válido pela quarta etapa do Campeonato Mundial de Resistência de 1984. A corrida aconteceu no Circuito de Nürburgring, em 15 de Julho de 1984.
Foi a única corrida oficial de Endurance que o piloto brasileiro Ayrton Senna participou. Foi também apenas a segunda e última corrida em carros com cockpit fechado que ele fez (a outra foi a Corrida dos Campeões de Nürburgring). Sobre sua participação, Reinhold Joest, chefe da equipe de Ayrton Senna naquela prova, fez o seguinte comentário:
| “ | Ele foi rápido logo nos primeiros treinos. Depois da corrida, ele ficou umas quatro horas conversando conosco, dando sugestões para deixar o carro mais rápido. Senna queria conhecer tudo sobre o 956. Trabalhou de maneira muito profissional para nós. | ” |

Apesar de ser sua estreia nesse tipo de competição, Ayrton Senna conseguiu fazer a melhor volta em três oportunidades durante a corrida, tanto em pista seca como em condições de chuva, além de marcar o sétimo melhor tempo, em baixo de chuva. Somados os tempos dos três pilotos, a equipe largou em nono lugar.
No final, a equipe de Ayrton terminou em oitavo lugar sendo prejudicado por um problema que obrigou o carro a ficar parado durante 17 minutos, aproximadamente oito voltas. A equipe acreditava na época que sem o referido problema, o carro chegaria em terceiro lugar.

## Resultado Oficial
Vencedores em negrito (Por Classe). Carros que não completaram 75% da prova foram marcados como "Not Classified (NC)".
| Pos    | Class    | No  | Equipe                                            | Pilotos                                               | Chassis                             | Pneus | Voltas |
| Pos    | Class    | No  | Equipe                                            | Pilotos                                               | Engine                              | Pneus | Voltas |
| ------ | -------- | --- | ------------------------------------------------- | ----------------------------------------------------- | ----------------------------------- | ----- | ------ |
| 1      | C1       | 2   | Rothmans Porsche                                  | Stefan Bellof Derek Bell                              | Porsche 956                         | D     | 207    |
| 1      | C1       | 2   | Rothmans Porsche                                  | Stefan Bellof Derek Bell                              | Porsche Type-935 2.6 L Turbo Flat-6 | D     | 207    |
| 2      | C1       | 33  | Skoal Bandit Porsche Team John Fitzpatrick Racing | David Hobbs Thierry Boutsen                           | Porsche 956B                        | Y     | 207    |
| 2      | C1       | 33  | Skoal Bandit Porsche Team John Fitzpatrick Racing | David Hobbs Thierry Boutsen                           | Porsche Type-935 2.6 L Turbo Flat-6 | Y     | 207    |
| 3      | C1       | 5   | Martini Racing                                    | Alessandro Nannini Paolo Barilla                      | Lancia LC2                          | D     | 206    |
| 3      | C1       | 5   | Martini Racing                                    | Alessandro Nannini Paolo Barilla                      | Ferrari 308C 3.0 L Turbo V8         | D     | 206    |
| 4      | C1       | 14  | Canon Racing GTi Engineering                      | Jonathan Palmer Jan Lammers Christian Danner          | Porsche 956                         | D     | 205    |
| 4      | C1       | 14  | Canon Racing GTi Engineering                      | Jonathan Palmer Jan Lammers Christian Danner          | Porsche Type-935 2.6 L Turbo Flat-6 | D     | 205    |
| 5      | C1       | 10  | Porsche Kremer Racing                             | Marc Surer Manfred Winkelhock                         | Porsche 956B                        | D     | 204    |
| 5      | C1       | 10  | Porsche Kremer Racing                             | Marc Surer Manfred Winkelhock                         | Porsche Type-935 2.6 L Turbo Flat-6 | D     | 204    |
| 6      | C1       | 19  | Team Gaggia Brun                                  | Oscar Larrauri Massimo Sigala                         | Porsche 956                         | D     | 203    |
| 6      | C1       | 19  | Team Gaggia Brun                                  | Oscar Larrauri Massimo Sigala                         | Porsche Type-935 2.6 L Turbo Flat-6 | D     | 203    |
| 7      | C1       | 1   | Rothmans Porsche                                  | Jochen Mass Jacky Ickx                                | Porsche 956                         | D     | 201    |
| 7      | C1       | 1   | Rothmans Porsche                                  | Jochen Mass Jacky Ickx                                | Porsche Type-935 2.6 L Turbo Flat-6 | D     | 201    |
| 8      | C1       | 7   | New-Man Joest Racing                              | Stefan Johansson Henri Pescarolo Ayrton Senna         | Porsche 956                         | D     | 197    |
| 8      | C1       | 7   | New-Man Joest Racing                              | Stefan Johansson Henri Pescarolo Ayrton Senna         | Porsche Type-935 2.6 L Turbo Flat-6 | D     | 197    |
| 9      | C1       | 20  | Brun Motorsport GmbH                              | Walter Brun Prince Leopold von Bayern                 | Porsche 956                         | D     | 196    |
| 9      | C1       | 20  | Brun Motorsport GmbH                              | Walter Brun Prince Leopold von Bayern                 | Porsche Type-935 2.6 L Turbo Flat-6 | D     | 196    |
| 10     | C1       | 12  | D.S. Porsche Racing Team                          | Volkert Merl Dieter Schornstein "John Winter"         | Porsche 956                         | D     | 194    |
| 10     | C1       | 12  | D.S. Porsche Racing Team                          | Volkert Merl Dieter Schornstein "John Winter"         | Porsche Type-935 2.6 L Turbo Flat-6 | D     | 194    |
| 11     | C1       | 55  | Skoal Bandit Porsche Team John Fitzpatrick Racing | Rupert Keegan Guy Edwards                             | Porsche 956                         | Y     | 191    |
| 11     | C1       | 55  | Skoal Bandit Porsche Team John Fitzpatrick Racing | Rupert Keegan Guy Edwards                             | Porsche Type-935 2.6 L Turbo Flat-6 | Y     | 191    |
| 12     | C1       | 4   | Martini Racing                                    | Riccardo Patrese Bob Wollek                           | Lancia LC2                          | D     | 189    |
| 12     | C1       | 4   | Martini Racing                                    | Riccardo Patrese Bob Wollek                           | Ferrari 308C 3.0 L Turbo V8         | D     | 189    |
| 13     | C2       | 70  | Spice-Tiga Racing                                 | Gordon Spice Ray Bellm Neil Crang                     | Tiga GC84                           | A     | 185    |
| 13     | C2       | 70  | Spice-Tiga Racing                                 | Gordon Spice Ray Bellm Neil Crang                     | Ford Cosworth DFL 3.3 L V8          | A     | 185    |
| 14     | C2       | 67  | The B.F. Goodrich Co.                             | Jim Busby Pete Halsmer                                | Lola T616                           | BF    | 178    |
| 14     | C2       | 67  | The B.F. Goodrich Co.                             | Jim Busby Pete Halsmer                                | Mazda 13B 1.3 L 2-Rotor             | BF    | 178    |
| 15     | C1       | 11  | Kremer Racing                                     | Kees Kroesemeijer George Fouché                       | Porsche-Kremer CK5                  | G     | 177    |
| 15     | C1       | 11  | Kremer Racing                                     | Kees Kroesemeijer George Fouché                       | Porsche Type-935 3.0 L Turbo Flat-6 | G     | 177    |
| 16     | B        | 106 | Helmut Gall                                       | Helmut Gall Kurt König Altfrid Heger                  | BMW M1                              | D     | 175    |
| 16     | B        | 106 | Helmut Gall                                       | Helmut Gall Kurt König Altfrid Heger                  | BMW M88/1 3.5 L I6                  | D     | 175    |
| 17     | B        | 109 | Rolf Göring                                       | Rolf Göring Fritz Müller Hans-Jörg Dürig              | BMW M1                              | D     | 175    |
| 17     | B        | 109 | Rolf Göring                                       | Rolf Göring Fritz Müller Hans-Jörg Dürig              | BMW M88/1 3.5 L I6                  | D     | 175    |
| 18     | IMSA GTX | 65  | Tuff Kote Dinol Racing                            | Jan Lundgårdh Kurt Simonsen                           | Porsche 935 L1                      | ?     | 174    |
| 18     | IMSA GTX | 65  | Tuff Kote Dinol Racing                            | Jan Lundgårdh Kurt Simonsen                           | Porsche Type-930 2.9 L Turbo Flat-6 | ?     | 174    |
| 19     | B        | 101 | Jens Winther                                      | Jens Winther Lars-Viggo Jensen David Mercer           | BMW M1                              | A     | 174    |
| 19     | B        | 101 | Jens Winther                                      | Jens Winther Lars-Viggo Jensen David Mercer           | BMW M88/1 3.5 L I6                  | A     | 174    |
| 20     | IMSA GTX | 131 | "Victor"                                          | "Victor" Gianni Giudici Angelo Pallavicini            | Porsche 935                         | ?     | 173    |
| 20     | IMSA GTX | 131 | "Victor"                                          | "Victor" Gianni Giudici Angelo Pallavicini            | Porsche Type-930 3.2 L Turbo Flat-6 | ?     | 173    |
| 21     | C1       | 18  | Obermaier Racing                                  | Jürgen Lässig David Sutherland Mike Thackwell         | Porsche 956                         | D     | 171    |
| 21     | C1       | 18  | Obermaier Racing                                  | Jürgen Lässig David Sutherland Mike Thackwell         | Porsche Type-935 2.6 L Turbo Flat-6 | D     | 171    |
| 22     | B        | 113 | Strandell Motors                                  | Kenneth Leim Götz von Tschirnhaus                     | Porsche 930                         | ?     | 167    |
| 22     | B        | 113 | Strandell Motors                                  | Kenneth Leim Götz von Tschirnhaus                     | Porsche 3.3 L Turbo Flat-6          | ?     | 167    |
| 23     | C2       | 73  | Gebhardt Motorsport                               | Frank Jelinski Günter Gebhardt Mario Ketterer         | Gebhardt JC843                      | ?     | 161    |
| 23     | C2       | 73  | Gebhardt Motorsport                               | Frank Jelinski Günter Gebhardt Mario Ketterer         | Ford Cosworth DFV 3.0 L V8          | ?     | 161    |
| 24     | C2       | 80  | Jolly Club                                        | Carlo Facetti Martino Finotto Alfredo Sebastiani      | Alba AR2                            | A     | 160    |
| 24     | C2       | 80  | Jolly Club                                        | Carlo Facetti Martino Finotto Alfredo Sebastiani      | Giannini Carma FF 1.9 L Turbo I4    | A     | 160    |
| 25     | B        | 112 | Bernd Schiller                                    | Wolfgang Braun Roy Baker Claude Haldi                 | Porsche 930                         | ?     | 159    |
| 25     | B        | 112 | Bernd Schiller                                    | Wolfgang Braun Roy Baker Claude Haldi                 | Porsche 3.3 L Turbo Flat-6          | ?     | 159    |
| 26     | B        | 104 | Dr. von Staehr                                    | Wolf-Georg von Staehr Ulli Richter                    | Porsche 924 Carrera GTS             | P     | ?      |
| 26     | B        | 104 | Dr. von Staehr                                    | Wolf-Georg von Staehr Ulli Richter                    | Porsche 2.0 L Turbo I4              | P     | ?      |
| 27     | IMSA GTP | 88  | Arthur Hough Pressings Ark Racing                 | Max Payne Chris Ashmore                               | Ceekar 83J                          | A     | 156    |
| 27     | IMSA GTP | 88  | Arthur Hough Pressings Ark Racing                 | Max Payne Chris Ashmore                               | Ford Cosworth BDX 2.0 L I4          | A     | 156    |
| 28     | B        | 115 | Probst und Mentel                                 | Helge Probst Knuth Mentel Karl-Heinz Gürthler         | Porsche 928S                        | ?     | 154    |
| 28     | B        | 115 | Probst und Mentel                                 | Helge Probst Knuth Mentel Karl-Heinz Gürthler         | Porsche 4.7 L V8                    | ?     | 154    |
| 29 NC  | B        | 114 | Peter Reuter                                      | Peter Reuter Uwe Reich Wolf-Dieter Feuerlein          | Porsche 930                         | ?     | 143    |
| 29 NC  | B        | 114 | Peter Reuter                                      | Peter Reuter Uwe Reich Wolf-Dieter Feuerlein          | Porsche 3.3 L Flat-6                | ?     | 143    |
| 30 NC  | C2       | 85  | Hubert Striebig                                   | Hubert Striebig Noël del Bello Max Cohen-Olivar       | Sthemo SM C2                        | ?     | 138    |
| 30 NC  | C2       | 85  | Hubert Striebig                                   | Hubert Striebig Noël del Bello Max Cohen-Olivar       | BMW M88/1 3.5 L I6                  | ?     | 138    |
| 31 DNF | C2       | 82  | Maurizio Gellini                                  | Maurizio Gellini Pasquale Barberio Gerardo Vatielli   | Alba AR3                            | ?     | 119    |
| 31 DNF | C2       | 82  | Maurizio Gellini                                  | Maurizio Gellini Pasquale Barberio Gerardo Vatielli   | Ford Cosworth DFL 3.3 L V8          | ?     | 119    |
| 32 DNF | B        | 111 | Walter Mertes                                     | Walter Mertes Olaf Manthey                            | BMW M1                              | G     | 116    |
| 32 DNF | B        | 111 | Walter Mertes                                     | Walter Mertes Olaf Manthey                            | BMW M88/1 3.5 L I6                  | G     | 116    |
| 33 DNF | C2       | 81  | Jolly Club                                        | Almo Coppelli Davide Pavia Guido Dacco                | Alba AR2                            | A     | 88     |
| 33 DNF | C2       | 81  | Jolly Club                                        | Almo Coppelli Davide Pavia Guido Dacco                | Giannini Carma FF 1.9 L Turbo I4    | A     | 88     |
| 34 DNF | C1       | 9   | Schiesser Porsche Brun                            | Hans-Joachim Stuck Harald Grohs                       | Porsche 956B                        | D     | 180    |
| 34 DNF | C1       | 9   | Schiesser Porsche Brun                            | Hans-Joachim Stuck Harald Grohs                       | Porsche Type-935 2.6 L Turbo Flat-6 | D     | 180    |
| 35 DNF | C2       | 94  | Siegfried Rieger                                  | Siegfried Rieger Rolf Götz Carl Kirsts                | Rieger C2                           | ?     | 64     |
| 35 DNF | C2       | 94  | Siegfried Rieger                                  | Siegfried Rieger Rolf Götz Carl Kirsts                | Ford Cosworth DFV 3.5 L V8          | ?     | 64     |
| 36 DNF | B        | 116 | Georg Memminger                                   | Georg Memminger Heinz Kuhn-Weiss Bruno Rebai          | Porsche 930                         | ?     | 62     |
| 36 DNF | B        | 116 | Georg Memminger                                   | Georg Memminger Heinz Kuhn-Weiss Bruno Rebai          | Porsche 3.3 L Turbo Flat-6          | ?     | 62     |
| 37 DNF | C2       | 68  | The B.F. Goodrich Co.                             | Rick Knoop Dieter Quester                             | Lola T616                           | BF    | 53     |
| 37 DNF | C2       | 68  | The B.F. Goodrich Co.                             | Rick Knoop Dieter Quester                             | Mazda 13B 1.3 L 2-Rotor             | BF    | 53     |
| 38 DNF | B        | 102 | Racing Team Jürgensen GmbH                        | Hans Christian Jürgensen Edgar Dören Jürgen Fritzsche | BMW M1                              | ?     | 48     |
| 38 DNF | B        | 102 | Racing Team Jürgensen GmbH                        | Hans Christian Jürgensen Edgar Dören Jürgen Fritzsche | BMW M88/1 3.5 L I6                  | ?     | 48     |
| 39 DNF | C2       | 72  | Gebhardt Motorsport                               | Jan Thoelke Udo Wagenhäuser Jürgen Weiler             | Gebhardt JC842                      | A     | 39     |
| 39 DNF | C2       | 72  | Gebhardt Motorsport                               | Jan Thoelke Udo Wagenhäuser Jürgen Weiler             | BMW M12/7 2.0 L I4                  | A     | 39     |
| 40 DNF | C1       | 38  | Motorsportclub Rosenheim e.V.                     | Martin Wagenstetter Kurt Hild                         | Lotec C302                          | ?     | 27     |
| 40 DNF | C1       | 38  | Motorsportclub Rosenheim e.V.                     | Martin Wagenstetter Kurt Hild                         | Ford Cosworth DFV 3.0 L V8          | ?     | 27     |
| 41 DNF | B        | 111 | Charles Ivey Racing                               | Paul Smith Pete Lovett Roger Eccles                   | Porsche 930                         | A     | 9      |
| 41 DNF | B        | 111 | Charles Ivey Racing                               | Paul Smith Pete Lovett Roger Eccles                   | Porsche 3.3 L Turbo Flat-6          | A     | 9      |
| 42 DNF | C1       | 48  | GWB Ford Zakspeed Team                            | Klaus Ludwig Klaus Niedzwiedz                         | Zakspeed C1/8                       | G     | 2      |
| 42 DNF | C1       | 48  | GWB Ford Zakspeed Team                            | Klaus Ludwig Klaus Niedzwiedz                         | Ford Cosworth DFL 4.0 L V8          | G     | 2      |
| DNS    | C1       | 16  | GTi Engineering                                   | Vern Schuppan Christian Danner                        | Porsche 956                         | D     | -      |
| DNS    | C1       | 16  | GTi Engineering                                   | Vern Schuppan Christian Danner                        | Porsche Type-935 2.6 L Flat-6       | D     | -      |
| DNS    | C1       | 34  | John Fitzpatrick Racing                           | Franz Konrad David Hobbs                              | Porsche 956                         | Y     | -      |
| DNS    | C1       | 34  | John Fitzpatrick Racing                           | Franz Konrad David Hobbs                              | Porsche Type-935 2.6 L Flat-6       | Y     | -      |
| DNQ    | B        | 105 | Hobby Rallye Ticino                               | Jean-Pierre Frey Olindo Del-Thé Fabio Ciseri          | Porsche 930                         | ?     | -      |
| DNQ    | B        | 105 | Hobby Rallye Ticino                               | Jean-Pierre Frey Olindo Del-Thé Fabio Ciseri          | Porsche 3.3 L Turbo Flat-6          | ?     | -      |
| DNQ    | B        | 107 | Franz Fuchs                                       | Franz Fuchs Hartmut Bauer                             | Renault 5 Turbo                     | ?     | -      |
| DNQ    | B        | 107 | Franz Fuchs                                       | Franz Fuchs Hartmut Bauer                             | Renault 1.4 L Turbo I4              | ?     | -      |

## Estatísticas
- Pole Position - #2 Rothmans Porsche - 1:28.68
- Volta mais Rápida - #14 GTi Engineering - 1:32.75
- Velocidade Média - 156.383 km/h (97.172 mph)

## Leitura complementar
Artigo em Revista
- Revista Quatro Rodas - Ed. 289, Agosto de 1984 - Pág. 158